# 012号線 (チェコ)
チェコ国鉄012号線、別名ペチキ～コウルジム線（チェコ語: Železniční trať Pečky–Kouřim）は、チェコ国鉄の鉄道線の名称である。2019年以前は、ボシツェ - ベチヴァーリ間に限り、013号線という個別の路線番号が与えられていた。
1882年、オーストリア地方鉄道の路線としてペチキ - コウルジム間、およびボシツェ - ザースムキ間が開業した。その後、オーストリア・ハンガリー国有鉄道に移管され、1887年にザースムキ～ベチヴァーリ間が開業した。主にコウルジム方面のローカル輸送を担っている。ボシツェ - ベチヴァーリ間は、かつては定期列車も運行されていたが、2007年以降運行されていない。

## 運行形態
- ペチキ - ボシツェ - コウルジム
各駅停車。線内のみの運行で、2時間間隔で運行している。ただし、春・夏の休日を除き、プラニャニ停留所 - ボシツェ間は午前中4時間ほど間隔が空く時間帯がある。上り・下りとも、011号線のプラハ方面と4～5分で接続する様にダイヤが組まれている。
過去の運行形態
2022年以前は、ペチキ - コウルジム間で2時間に1本運行していた。
2023年度に、平日の本数が削減された。午前中はペチキ - プラニャニ停留所間、午後はペチキ - ボシツェ間の列車がほとんどとなり、プラニャニ - ボシツェ間は午前中6時間ほど間隔が空く他、ボシツェ - コウルジム間は一日3往復の運行となった。
2024年度に、再びペチキ - コウルジム間で2時間に1本の運行（ただし春・夏の休日を除き、プラニャニ停留所以北は4時間間隔の空く時間帯あり）となった。

- 過去の運行系統
  - ポドリパンスキー・モトラーチェク号　【夏季の土・日曜日運行】
2018年以前、旧型車両を使用し、下記の運転系統がそれぞれ運行していた。鉄道旅行者クラブ交通が運行を担当していた。
ペチキ - ボシツェ - コウルジム - ボシツェ - ザースムキ - ベチヴァーリ　※一日1往復の運行
ペチキ - ボシツェ - ザースムキ ( → ベチヴァーリ)　※一日1往復の運行
ベチヴァーリ→ザースムキ　※片道のみ、一日1本の運行
2019-21年は、ベチヴァーリ→コウルジム→ペチキの列車が、ザースムキで系統分離された。
2022年の運行予定は発表されていない。

## 駅一覧
以下では、チェコ国鉄012号線の駅と営業キロ、停車列車、接続路線などを一覧表で示す。なお、全て各駅停車である。

### ペチキ - コウルジム間
| 路線名 | 駅名             | 駅間営業キロ | 累計営業キロ | 接続路線 | 所在地         | 所在地     |
| ------ | ---------------- | ------------ | ------------ | -------- | -------------- | ---------- |
| 012    | ペチキ駅         | -            | 0.0          | 011号線  | 中央ボヘミア州 | コリーン郡 |
| 012    | ラディム駅       | 2.7          | 2.7          |          | 中央ボヘミア州 | コリーン郡 |
| 012    | ホトゥチツェ駅   | 1.0          | 3.7          |          | 中央ボヘミア州 | コリーン郡 |
| 012    | フロウストフ駅   | 1.0          | 4.7          |          | 中央ボヘミア州 | コリーン郡 |
| 012    | ヴルブチャニ駅   | 1.4          | 6.1          |          | 中央ボヘミア州 | コリーン郡 |
| 012    | プラニャニ駅     | 1.4          | 7.5          |          | 中央ボヘミア州 | コリーン郡 |
| 012    | プラニャニ停留所 | 0.9          | 8.4          |          | 中央ボヘミア州 | コリーン郡 |
| 012    | ジャボノスィ駅   | 0.7          | 9.1          |          | 中央ボヘミア州 | コリーン郡 |
| 012    | ザレシャニ駅     | 1.4          | 10.5         |          | 中央ボヘミア州 | コリーン郡 |
| 012    | ボシツェ駅       | 2.4          | 12.9         |          | 中央ボヘミア州 | コリーン郡 |
| 012    | コウルジム駅     | 2.9          | 15.8         |          | 中央ボヘミア州 | コリーン郡 |

### ボシツェ - ベチヴァーリ間（休止中）
| 路線名 | 駅名           | 駅間営業キロ | 累計営業キロ    | 累計営業キロ     | 接続路線                  | 所在地         | 所在地     |
| ------ | -------------- | ------------ | --------------- | ---------------- | ------------------------- | -------------- | ---------- |
| 012    | ボシツェ駅     | -            | ペチキから 12.9 | ボシツェから 0.0 | コウルジム方面/ペチキ方面 | 中央ボヘミア州 | コリーン郡 |
| 012    | ボシツェ停留所 | 1.8          | 14.7            | 1.8              |                           | 中央ボヘミア州 | コリーン郡 |
| 012    | トウシツェ駅   | 1.6          | 16.3            | 3.4              |                           | 中央ボヘミア州 | コリーン郡 |
| 012    | ザースムキ駅   | 3.5          | 19.8            | 6.9              |                           | 中央ボヘミア州 | コリーン郡 |
| 012    | ベチヴァーリ駅 | 3.9          | 23.7            | 10.8             | 014号線                   | 中央ボヘミア州 | コリーン郡 |